# Haplohexapodibius seductor
Genre
Espèce
Synonymes
- Hexapodibius beasleyi Maucci, 1988

Haplohexapodibius seductor, unique représentant du genre Haplohexapodibius, est une espèce de tardigrades de la famille des Hexapodibiidae. 

## Distribution
Cette espèce se rencontre aux États-Unis, au Chili et en Afrique du Sud.

## Description
L'holotype mesure 430 µm.

## Taxinomie
Ce genre a été déplacé des Calohypsibiidae aux Isohypsibiidae par Bertolani, Guidetti, Marchioro, Altiero, Rebecchi et Cesari en 2014 puis aux Hexapodibiidae par Cesari, Vecchi, Palmer, Bertolani, Pilato, Rebecchi et Guidetti  en 2016.

## Publication originale
- Pilato & Beasley, 1987 : Haplohexapodibius seductor n. gen. n. sp. (Eutardigrada Calohypsibiidae) with remarks on the systematic position of the new genus. Animalia (Catania), vol. 14, no 1/3, p. 65-71.